# Saint-Sébastien-de-Raids
Saint-Sébastien-de-Raids là một xã thuộc tỉnh Manche trong vùng Normandie tây bắc nước Pháp. Xã này nằm ở khu vực có độ cao trung bình 19 mét trên mực nước biển.